# Saint-Jean-des-Essartiers
Saint-Jean-des-Essartiers település Franciaországban, Calvados megyében. Lakosainak száma 209 fő (2018. január 1.). Saint-Jean-des-Essartiers Cahagnes, Dampierre, Les Loges, Saint-Martin-des-Besaces, Saint-Ouen-des-Besaces és Sept-Vents községekkel határos.

## Népesség
A település népessége az elmúlt években az alábbi módon változott:
| Lakosok száma | 238  | 208  | 162  | 150  | 153  | 211  | 212  | 211  | 209  | 209  |
|               | 1968 | 1975 | 1982 | 1990 | 1999 | 2011 | 2013 | 2015 | 2017 | 2018 |